# Андре Стіль
Андре Стіль (фр. André Stil; 1 квітня 1921, Ерні, департамент Нор — 3 вересня 2004, Камелас) — французький письменник, публіцист. Член Французької комуністичної партії (ФКП) з 1942.
Закінчив Лілльський університет. Ліценціат літератури і філософії. Брав участь в русі Опору. У 1945—1949 партійний працівник, журналіст. У 1950—1959 головний редактор газети «Юманіте» («L'humanite»), потім її літературний оглядач. Обирався кандидатом в члени і членом ЦК ФКП (1950—1969).

## Твори
Серед творів:
- Стіль А. Роман-сон. — Переклад з французької Віктора Омельченка; Післямова Вадима Пащенка. — Київ: Дніпро, 1980. — 156 сторінок. Тираж 65 000.